# Духанівська сільська рада
Духані́вська сільська́ ра́да — адміністративно-територіальна одиниця та орган місцевого самоврядування в Конотопському районі Сумської області. Адміністративний центр — село Духанівка.

## Загальні відомості
- Населення ради: 1 251 особа (станом на 2001 рік)

## Населені пункти
Сільській раді були підпорядковані населені пункти:
- с. Духанівка
- с. Анютине
- с. Бережне

## Склад ради
Рада складалася з 12 депутатів та голови.
- Голова ради: Ситников Віктор Олександрович
- Секретар ради: Каліна Наталія Михайлівна

### Керівний склад попередніх скликань
| Прізвище, ім'я, по батькові   | Основні відомості                                                         | Дата обрання | Дата звільнення |
| ----------------------------- | ------------------------------------------------------------------------- | ------------ | --------------- |
| Ситников Віктор Олександрович | Сільський голова, 1968 року народження, освіта вища, безпартійний         | 26.03.2006   | 31.10.2010      |
| Ситников Віктор Олександрович | Сільський голова, 1968 року народження, освіта вища, член Партії регіонів | 31.10.2010   | 25.10.2015      |
| Ситников Віктор Олександрович | Сільський голова, 1968 року народження, освіта вища, безпартійний         | 25.10.2015   |                 |

Примітка: таблиця складена за даними сайту Верховної Ради України та ЦВК

### Депутати VII скликання
За результатами місцевих виборів 2015 року депутатами ради стали:

#### За суб'єктами висування
| Суб'єкт висування                                       | Кількість обраних депутатів | %     |
| ------------------------------------------------------- | --------------------------- | ----- |
| Самовисування                                           | 11                          | 91.67 |
| Політична партія Всеукраїнське об'єднання «Батьківщина» | 1                           | 8.33  |

#### За округами
| № округу | Прізвище, ім'я, по батькові       | Ким висунуто                                            | Дата нар.  | Освіта              | Партійна приналежність | Відомості                                     |
| -------- | --------------------------------- | ------------------------------------------------------- | ---------- | ------------------- | ---------------------- | --------------------------------------------- |
| 1        | Лавриненко Ніна Іванівна          | Самовисування                                           | 31.07.1967 | вища                | безпартійна            | Духанівська сільська рада, головний бухгалтер |
| 2        | Суховєєва Людмила Володимірівна   | Самовисування                                           | 16.05.1981 | вища                | безпартійна            | Духанівський ДНЗ, вихователь                  |
| 3        | Каліна Наталія Михайлівна         | Самовисування                                           | 07.12.1975 | професійно-технічна | безпартійна            | Духанівська сільська рада, секретар           |
| 4        | Здоровцов Олексій Андрійович      | Самовисування                                           | 17.02.1944 | вища                | безпартійний           | пенсіонер                                     |
| 5        | Небелиця Валентина Іванівна       | Самовисування                                           | 27.08.1968 | середня спеціальна  | безпартійна            | пенсіонер                                     |
| 6        | Лапузіна Тамара Іванівна          | Самовисування                                           | 09.11.1976 | середня спеціальна  | безпартійна            | Духанівський ФАП, завідувачка ФАП             |
| 7        | Коваленко Світлана Миколаївна     | Самовисування                                           | 02.09.1977 | середня спеціальна  | безпартійна            | Тимчасово не працює                           |
| 8        | Циба Тетяна Іванівна              | політична партія Всеукраїнське об'єднання «Батьківщина» | 14.05.1973 | професійно-технічна | безпартійна            | Духанівська сіль ська рада, спеціаліст        |
| 9        | Кузьменко Надія Олексіївна        | Самовисування                                           | 15.11.1966 | середня спеціальна  | безпартійна            | Духанівська сільська бібліотека, бібліотекар  |
| 10       | Краснобрижий Андрій Володимирович | Самовисування                                           | 06.12.1975 | вища                | безпартійний           | Тимчасово не працює                           |
| 11       | Золотарьов Іван Володимирович     | Самовисування                                           | 01.07.1968 | середня спеціальна  | безпартійний           | Тимчасово не працює                           |
| 12       | Ільчишин Олена Михайлівна         | Самовисування                                           | 06.11.1976 | середня спеціальна  | безпартійна            | Анютинський ФП, молодша медсестра             |